# كلوديا فونتين
كلوديا فونتين (بالإنجليزية: Claudia Fontaine)‏ هي مغنية بريطانية، ولدت في 28 يونيو 1960 في لندن في المملكة المتحدة، وتوفيت في 13 مارس 2018.

## وصلات خارجية
- كلوديا فونتين على موقع IMDb (الإنجليزية)
- كلوديا فونتين على موقع ميوزك برينز (الإنجليزية)
- كلوديا فونتين على موقع أول ميوزيك (الإنجليزية)
- كلوديا فونتين على موقع ديسكوغز (الإنجليزية)
- كلوديا فونتين على موقع قاعدة بيانات الفيلم (الإنجليزية)